# Moebelia
Moebelia Dahl, 1886 è un genere di ragni appartenente alla famiglia Linyphiidae.

## Distribuzione
Le tre specie oggi attribuite a questo genere sono state rinvenute nella regione paleartica: la specie dall'areale più vasto è la M. penicillata reperita in varie località dell'intera regione.
In Italia settentrionale sono stati rinvenuti vari esemplari di M. panicillata .

## Tassonomia
Formalmente questo genere è considerato un sinonimo anteriore di Styloctetor Simon, 1926, ma unanimemente accettato come genere a sé da tutti i recenti autori.
L'aracnologo Wunderlich, in un lavoro del 1970 pose in sinonimia Moebelia con Entelecara Simon, 1884: non ha avuto però seguito a causa di un lavoro di Millidge del 1977 che confutava questa tesi.
Infine, Moebelia è considerato sinonimo anteriore di Araeoncoides Wunderlich, 1969, secondo uno studio sulla specie tipo Araeoncoides berolinensis Wunderlich, 1969, come riassunto in un lavoro di Wunderlich & Blick del 2006 e contra un precedente lavoro di Heimer & Nentwig del 1991.
A dicembre 2011, si compone di tre specie:
- Moebelia berolinensis (Wunderlich, 1969) — Germania
- Moebelia penicillata (Westring, 1851)[5] — Regione paleartica
- Moebelia rectangulata Song & Li, 2007 — Cina